# C新闻
C新闻（法語：CNews，發音：[senjuz]，为Canal News之缩写；风格化为CNEWS；前称i>Télé）是法国的一个免费新闻频道，由Canal+集团于1999年11月4日推出，提供24小时国内和全球新闻报道。其为法国收视率第二高的新闻频道，仅次于BFM TV，位居LCI和France Info之上。
该频道原名i>Télé，2017年2月27日更名为CNews。自此变更之后，其立场变得较为保守，经常被拿来与美国电视频道福克斯新聞进行比较。其曾被多次警告，于2021年被法国视听监管机构罚款20万欧元。
该频道现由媒体大亨及商业巨头樊尚·博洛雷控制，他被指控干涉C新闻的编辑。